# Рокмор (Гар)
Рокмо́р (фр. Roquemaure) — муніципалітет у Франції, у регіоні Окситанія, департамент Гар. Населення — 5526 осіб (01.01.2021).
Муніципалітет розташований на відстані близько 570 км на південь від Парижа, 90 км на північний схід від Монпельє, 45 км на північний схід від Німа.

## Історія
До 2015 року муніципалітет перебував у складі регіону Лангедок-Русійон. Від 1 січня 2016 року належить до нового об'єднаного регіону Окситанія.

## Демографія
Динаміка населення (Ehess і INSEE ):
Розподіл населення за віком та статтю (2006):
| Стать | Всього | До 15 років | 15-24 | 25-44 | 45-64 | 65-85 | Понад 85 |
| --- | ------ | ----------- | ----- | ----- | ----- | ----- | -------- |
| Чоловіки | 2512   | 528         | 297   | 710   | 647   | 306   | 24       |
| Жінки | 2655   | 520         | 214   | 741   | 764   | 332   | 84       |
| \| Статево-вікова піраміда \| Статево-вікова піраміда \| Статево-вікова піраміда \| \| ----------------------- \| ----------------------- \| ----------------------- \| \| Чоловіки \| Вік \| Жінки \| \| 24 \| 85 + \| 84 \| \| 36 \| 80-84 \| 71 \| \| 83 \| 75-79 \| 67 \| \| 56 \| 70-74 \| 123 \| \| 131 \| 65-69 \| 71 \| \| 167 \| 60-64 \| 190 \| \| 186 \| 55-59 \| 186 \| \| 147 \| 50-54 \| 202 \| \| 147 \| 45-49 \| 186 \| \| 194 \| 40-44 \| 190 \| \| 222 \| 35-39 \| 194 \| \| 159 \| 30-34 \| 194 \| \| 135 \| 25-29 \| 163 \| \| 111 \| 20-24 \| 87 \| \| 186 \| 15-20 \| 127 \| \| 167 \| 10-14 \| 139 \| \| 202 \| 5-9 \| 218 \| \| 159 \| 0-4 \| 163 \| |        |             |       |       |       |       |          |
| Статево-вікова піраміда |        |             |       |       |       |       |          |
| Чоловіки | Вік    | Жінки       |       |       |       |       |          |
| 24 | 85 +   | 84          |       |       |       |       |          |
| 36 | 80-84  | 71          |       |       |       |       |          |
| 83 | 75-79  | 67          |       |       |       |       |          |
| 56 | 70-74  | 123         |       |       |       |       |          |
| 131 | 65-69  | 71          |       |       |       |       |          |
| 167 | 60-64  | 190         |       |       |       |       |          |
| 186 | 55-59  | 186         |       |       |       |       |          |
| 147 | 50-54  | 202         |       |       |       |       |          |
| 147 | 45-49  | 186         |       |       |       |       |          |
| 194 | 40-44  | 190         |       |       |       |       |          |
| 222 | 35-39  | 194         |       |       |       |       |          |
| 159 | 30-34  | 194         |       |       |       |       |          |
| 135 | 25-29  | 163         |       |       |       |       |          |
| 111 | 20-24  | 87          |       |       |       |       |          |
| 186 | 15-20  | 127         |       |       |       |       |          |
| 167 | 10-14  | 139         |       |       |       |       |          |
| 202 | 5-9    | 218         |       |       |       |       |          |
| 159 | 0-4    | 163         |       |       |       |       |          |

## Економіка
2010 року серед 3379 осіб працездатного віку (15—64 років) 2508 були активними, 871 — неактивною (показник активності 74,2%, у 1999 році було 67,6%). З 2508 активних мешканців працювало 2118 осіб (1130 чоловіків та 988 жінок), безробітними було 390 (205 чоловіків та 185 жінок). Серед 871 неактивної 249 осіб було учнями чи студентами, 266 — пенсіонерами, 356 були неактивними з інших причин.

У 2010 році в муніципалітеті числилось 2257 оподаткованих домогосподарств, у яких проживали 5371,0 особи, медіана доходів виносила 16 775,5 євро на одного особоспоживача

## Фотографії

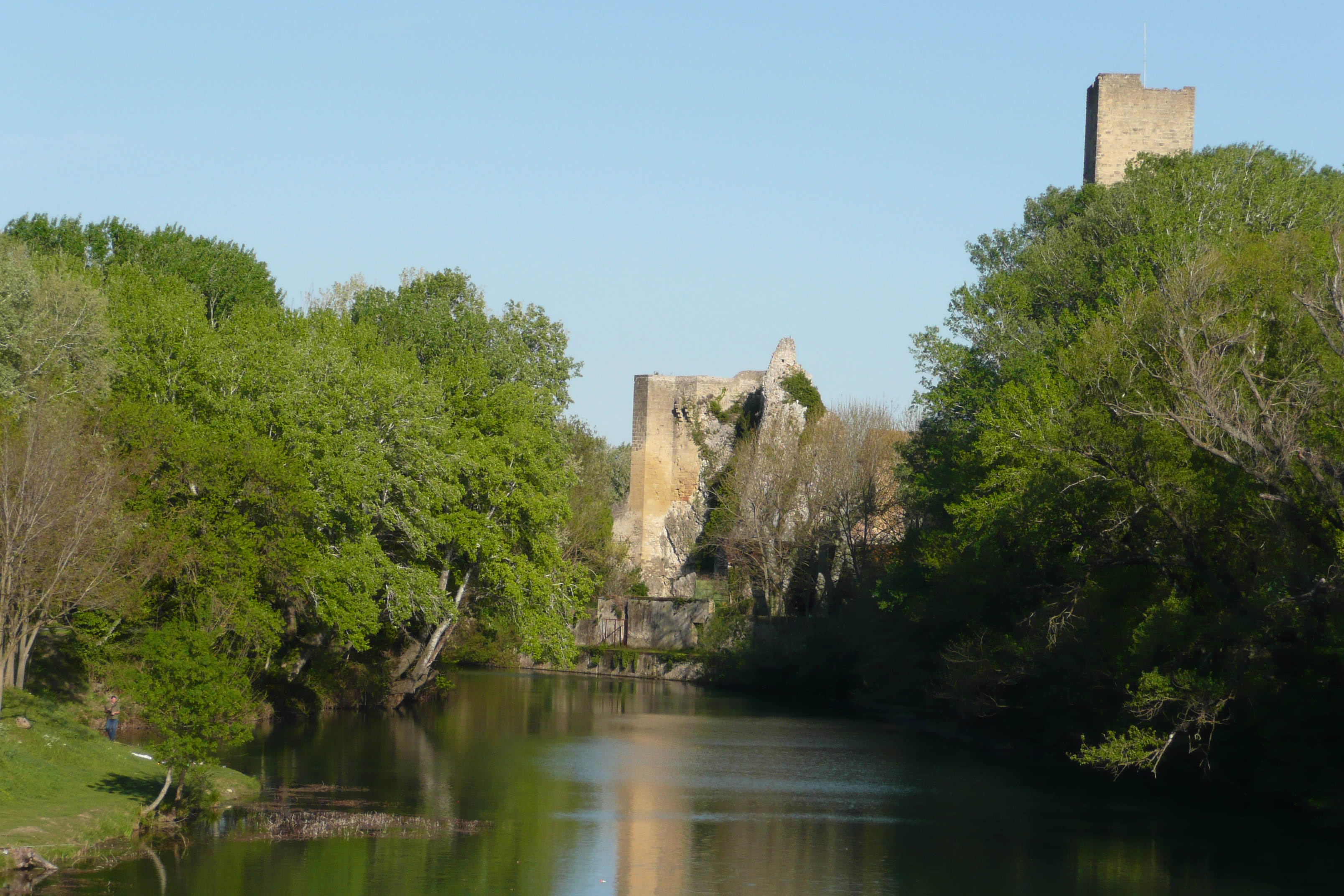
Руїни замку в Рокморі
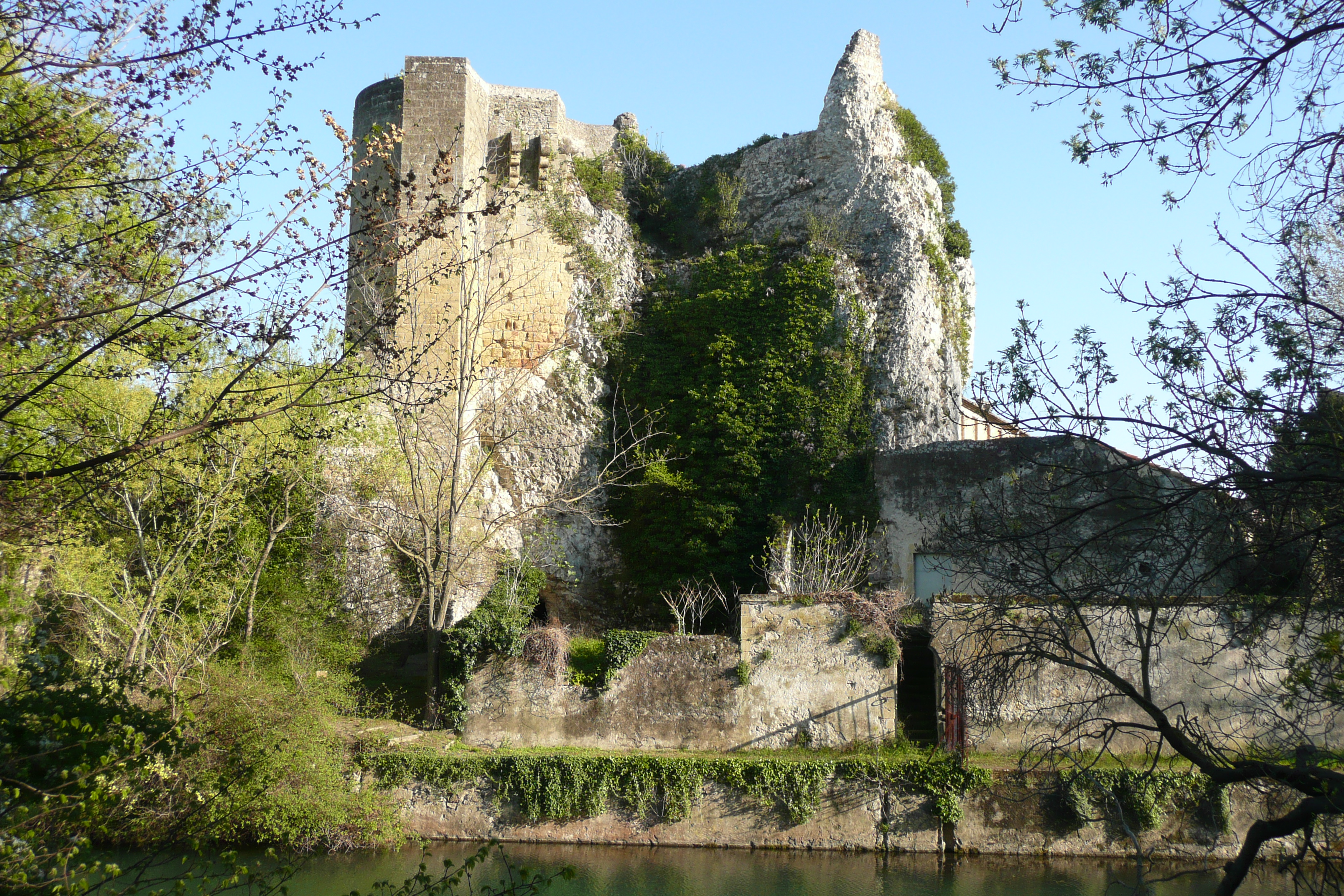
Руїни замку
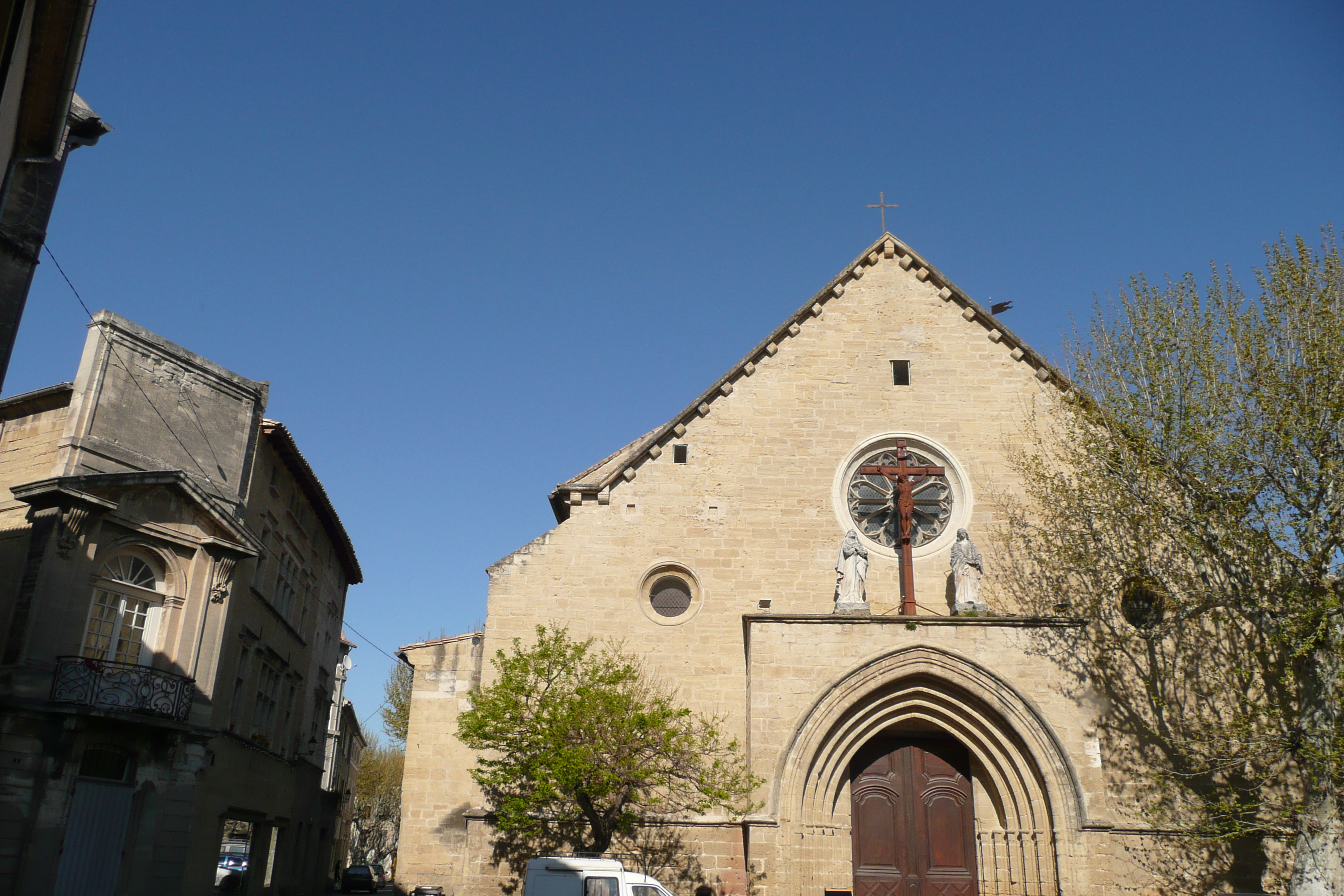
Церква та дзвіниця з годинником у Рокморі